# بورانوویتسه
بورانوویتسه (به چکی: Bořanovice) یک منطقهٔ مسکونی در جمهوری چک است که در ناحیه پراگ-شرق واقع شده‌است. بورانوویتسه ۷۴۵ نفر جمعیت دارد.